# Claudia Conte
Claudia Conte (* 14. November 1999 in Benicàssim) ist eine spanische Leichtathletin, die sich auf den Siebenkampf spezialisiert hat.

## Sportliche Laufbahn
Erste internationale Erfahrungen sammelte Claudia Conte im Jahr 2018, als sie bei den U20-Weltmeisterschaften in Tampere mit 5590 Punkten den zehnten Platz belegte. Im Jahr darauf wurde sie bei den U23-Europameisterschaften in Gävle mit 5677 Punkten Neunte und 2021 gewann sie bei den U23-Europameisterschaften in Tallin mit neuer Bestleistung von 6186 Punkten die Silbermedaille hinter der Polin Adrianna Sułek. Im Jahr darauf startete sie im Fünfkampf bei den Hallenweltmeisterschaften in Belgrad und wurde dort mit neuer Bestleistung von 4499 Punkten Sechste. Im Juli gelangte sie bei den Weltmeisterschaften in Eugene mit 6194 Punkten auf Rang neun und musste anschließend ihren Mehrkampf bei den Europameisterschaften in München vorzeitig beenden.
2020 wurde Conte spanische Meisterin im Siebenkampf und in den Jahren 2020 und 2022 wurde sie Hallenmeisterin im Fünfkampf.

## Persönliche Bestleistungen
- Siebenkampf: 6194 Punkte, 18. Juli 2022 in Eugene
  - Fünfkampf (Halle): 4499 Punkte, 18. März 2022 in Belgrad